# Großbrüchter

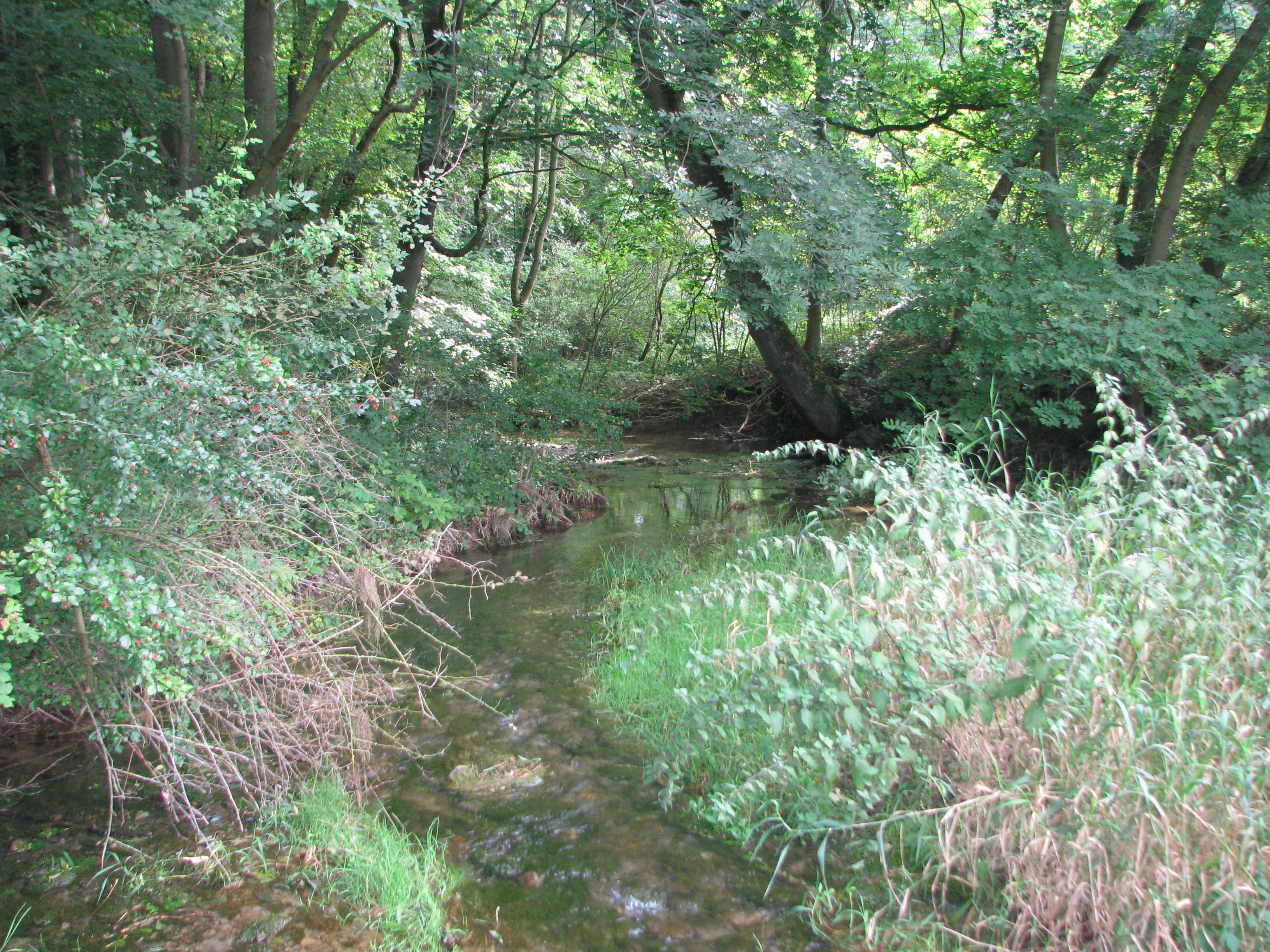
Die Helbe bei Großbrüchter

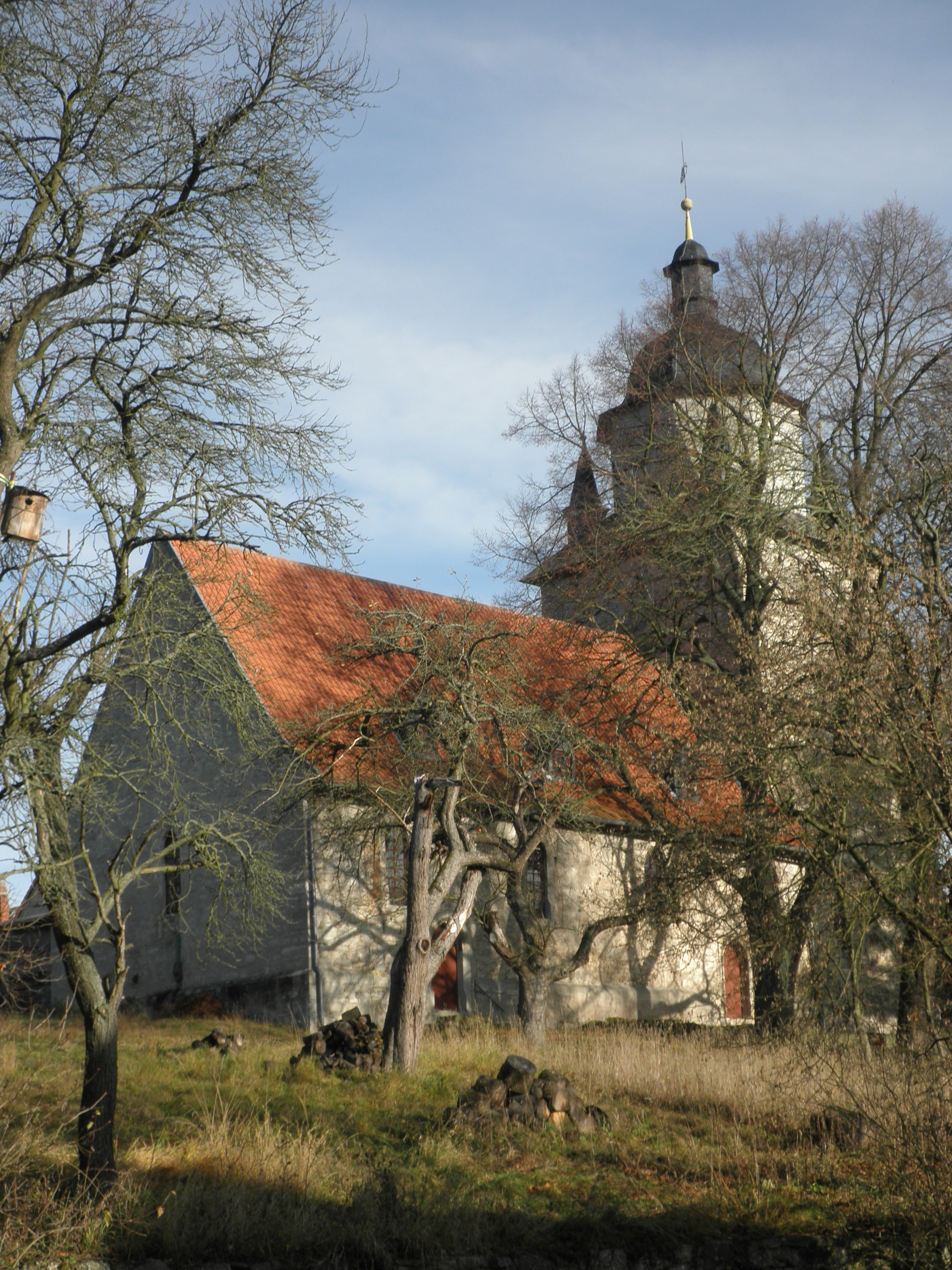
Kirche in Großbrüchter (2012)

Großbrüchter ist ein Ortsteil der Gemeinde Helbedündorf im Kyffhäuserkreis in Thüringen.

## Geografie
Großbrüchter liegt im westlichen Teil des Kyffhäusergebirges in den Lagen der beiden Muschelkalkgebirge Hainleite und Dün. Der Ortsteil befindet sich südöstlich von Holzthaleben. Die Landesstraße 1032 führt durch den Ort.

## Geschichte
In der Chronik des Ortes geht man von der Ersterwähnung des Dorfes von 860 aus. Wolfgang Kahl weist eine urkundliche Ersterwähnung von 1251 nach.
Aus der Eisenzeit belegen Scherbenreste die Nutzung des Umlandes der späteren Burganlage. Sie war mit Steilhängen und Wällen sowie Gräben geschützt. Die Burg diente dem Schutz des Klosterhofes Helbe.
Germanische Siedler siedelten wegen des Wassers im Unterdorf. Die Hochwassergefahr des Losbaches drängte die Siedler nach Norden zum heutigen Angerberg. Die Namen der Siedlung änderten sich laufend von Unterbrüchter, Mittelbrüchter, Oberbrüchter und zu Großbrüchter entsprechend der Siedlungsgestaltung, bis man gemeinsam auf dem Angerberg eine Kirche baute.
Um 1600 begann die schwerste Zeit für die Leute. Armut durch Missernten, Leid durch Krankheiten. Der Ort verlor 100 Personen durch die Pest.
Der Dreißigjährige Krieg tobte in der Region. Truppen zogen hin und her. Die Bauern wehrten sich gemeinsam. Ein Drittel der Bewohner starb. Andere flohen in die Wälder und in das Versteck Giebelfuß. Es lag weiter entfernt von den Durchzugstraßen.
1806 zogen die Heere von Napoleon durch das Gebiet und 1813/14 wieder zurück. Es folgten russische Kosaken, die im Umfeld des Ortes ihr Lager aufgeschlagen hatten.
1848 wurde die Straße mit neuer Wegführung um den Ort gebaut. 1934 erhielt das Dorf eine Trinkwasserversorgung. Beide Weltkriege belasteten den Ort schwer. In den 1950er Jahren mussten dann die Bauern den Weg der Kollektivierung der Landwirtschaft in der DDR gehen und fanden nach 1990 neue Wege der Landarbeit.
Die Gründung der Gemeinde Helbedündorf erfolgte am 25. November 1993 durch den Zusammenschluss der Dörfer und der noch folgenden Gemeinden im Juli und September 1995 (siehe Helbedündorf).

## Sehenswürdigkeiten
- St. Spiritus (Großbrüchter)

## Persönlichkeiten
- Johann Christian Ernesti (1695–1769), evangelischer Theologe